# Westgate Las Vegas
El Westgate Las Vegas (anteriormente Las Vegas Hilton y LVH – Las Vegas Hotel & Casino) es un hotel, casino, y centro de convenciones en Las Vegas, Nevada. Es una inversión conjunta entre Colony Capital, dueña del 60 %, y de la compañía con sede en la ciudad de Nueva York REIT Whitehall Street Real Estate Funds, dueña del 40 % restante. Con 3 174 habitaciones de hotel, este casino, localizado en las afueras del Strip, es uno de los mayores casinos de Las Vegas. Se encuentra en un terreno de 64 acres (3,24 ha), y tiene 9 000 m² de casino y también cuenta con el salón deportivo más grande de Las Vegas.
El hotel está localizado junto al Centro de Convenciones de Las Vegas y tiene su propio centro de convenciones de 3.2 millones de pie cuadrados. Cuenta con una parada del Monorriel de Las Vegas.
Igualmente, albergó entre 1998 y 2008 el Star Trek: The Experience, que incluía un simulador de movimiento, un museo y el Quark's Bar.

## Historia
Según las autoridades locales de Las Vegas, el terreno donde se halla el hotel era propiedad de una mujer descendiente de una familia conocida solamente como Ashworth. No se sabe nada más, pero sí se sabe que se trasladaron a Texas en la década de 1970.
El hotel, diseñado por el arquitecto Martin Stern, Jr., fue construido en 1969 por Kirk Kerkorian e inaugurado como el International Hotel. Cuando se inauguró, el hotel International era el hotel más grande del mundo. Barbra Streisand y Peggy Lee estuvieron en la inauguración, que tuvo lugar en el salón del hotel.
En 1969, después de que Barbra Streisand se comprometiera, Elvis Presley realizó 57 shows consecutivos, rompiendo el récord en Las Vegas en número de personas que acudieron al evento, (130 157 pagaron, y los jugadores del casino en un período de un mes), y con comentarios estelares por parte del público y de críticos. Rompió su propio récord de asistencia en febrero y agosto de 1970, y después en cada temporada de febrero y agosto de 1971, 1972, 1973, 1974, 1975 (marzo, agosto y diciembre) y 1976 (diciembre). Cuando Elvis Presley realizaba el espectáculo en Las Vegas, se alojaba en una suite penthouse suite (la habitación 3000), localizada en el piso 30, hasta su última temporada en diciembre de 1976.
El pianista Liberace era el director del salón de espectáculos cuando una multitud de personas abarrotó el lugar en 1970. Cuando firmó el contrato con el hotel Hilton en 1972, ganaba 300 000 dólares estadounidenses por semana, una cantidad récord en el mundo del entretenimiento en Las Vegas.
El International Hotel fue vendido a la Corporación Hilton Hotels en 1970 y fue rebautizado como Las Vegas Hilton en 1971. En 1998, La corporación de los hoteles Hilton dividió sus propiedades y acciones en dos compañías (Hilton gaming, y Hilton Hotels). Poco después de la división, Hilton Gaming Company se fusionó con Bally Entertainment Corporation (propietarios del Bally's Hotel). La compañía volvió a cambiar su nombre, esta vez por el de Park Place Entertainment y en el 2000, Park Place Entertainment compró al Caesars Palace. En el 2003 Park Place Entertainment cambió su nombre a Caesars Entertainment y en el 2004, Caesars Entertainment vendió Las Vegas Hilton a Colony Capital LLC por $280 millones. Colony Capital luego transfirió la propiedad a la propiedad Resorts International Holdings, una compañía de Colony Capital company y también conocida como Resorts International. El hotel Las Vegas Hilton es ahora considerado como la propiedad "ancla" de Resorts International, con su oficina corporativa localizada en el segundo piso de la torre este.
La torre este fue construida en 1975 y la torre norte en 1978.
En la noche del 10 de febrero de 1981, justo 90 días del devastador Incendio en el MGM Grand, tuvo lugar un incendio premeditado en el Las Vegas Hilton, justo cuando irónicamente se hacían las instalaciones de modernos detectores de incendios. Los bomberos, haciendo uso del conocimiento que habían aprendido del incendio del MGM, utilizaron a los medios locales de televisión para notificar a los huéspedes que no saliesen de sus habitaciones ni fuesen por los pasillos o utilizasen las escaleras. Gracias a las lecciones aprendidas del incendio anterior, sólo ocho personas murieron en este incendio, comparadas con las 88 personas que murieron en el MGM Grand. En 1982, Philip Cline fue sentenciado a ocho cadenas perpetuas por haber empezado el incendio.
El salón de deportes fue agregado en 1986 y durante esa época fue el más grande de Las Vegas.
En septiembre de 1991, el casino celebró la Asociación anual de Tailhook, auspiciada por la Armada de los Estados Unidos. Durante este encuentro, se llevaron a cabo en el hotel varios actos de acoso sexual por parte de los oficiales de la Marina. La Marina trató de encubrir esos actos; sin embargo, las acusaciones iniciales se mantuvieron en pie y los medios de comunicación alimentaron un gran escándalo. Entre los responsables del acto, se encontraban toda la cadena de comando, 300 pilotos y 14 almirantes, incluido el Jefe de operaciones navales, el Almirante Frank Kelso.
El hotel tenía el que fuera el letrero más grande hecho principalmente de acero enfrente del hotel en Paradise Road. El antiguo letrero tenía una forma circular, y tenía tres grandes postes de acero y formaban un pequeño círculo, mientras que otros tres postes en cada lado de los postes principales, pero más separados, formaban un semicírculo, y sostenían un letrero de concreto. El antiguo letrero, que había costado cerca de cinco millones de dólares, fue destruido durante una explosión provocada por una severa tormenta eléctrica el 18 de julio de 1994. Un nuevo letrero, de 9 millones de dólares, hecho principalmente de concreto con el logo del hotel Hilton fue construido en 1997 en la misma localización y ahora es el letrero más grande en el mundo. El letrero es angosto, y se hace más ancho conforme su altura, formando un abanico en la punta del letrero.
El 18 de septiembre de 1995, se abrió la versión de Las Vegas del espectáculo Starlight Express por Andrew Lloyd Webber. Esto provocó la gran conversión del teatro, incluido el vertimiento de las rampas de hormigón en las áreas de los asientos. Cuando el espectáculo fue clausurado, el teatro fue utilizado para filmar la serie en vivo de The Oak Ridge Boys Live, para una de las televisoras por cable del condado antes de que fuese destruido el interior y renovado.
En enero de 1998, se inauguró Star Trek: The Experience. El casino agregó un nuevo casino temático, Space Quest, con mesas de juegos con la tecnología más avanzada de la época. Funcionaba como puerta hacia The Experience. Antes del verano de 2007 el casino fue reconstruido y parte del casino temático fue desmantelado.
En el año de 1998, 2002 y 2005 la serie Wheel of Fortune fue filmada en el teatro de Las Vegas Hilton.
Una multipropiedad de la empresa Hilton Grand Vacations Company abrió en el terreno de 59 acres en el año de 1999.
El 18 de marzo de 2004 se agregó una nueva atracción de cuarta dimensión llamada "Borg Invasion 4-D".
El 18 de junio de 2004 la propiedad fue vendida por Caesars Entertainment a Colony Capital por 280 millones de dólares.
Al finales de 2011, el hotel terminó su relación con Hilton Hotels, y empezó de usar el nombre nuevo "LVH – Las Vegas Hotel & Casino" el 3 de enero de 2012.

## Espectáculos

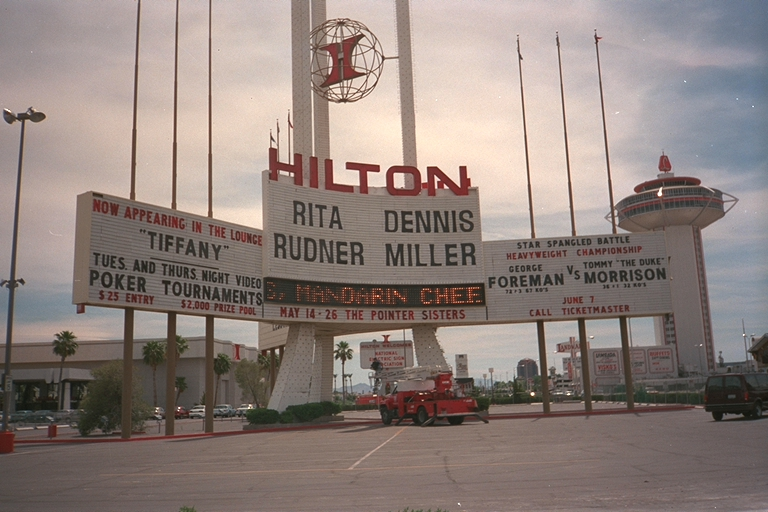
Cartel de Las Vegas Hilton en 1993.

Durante el verano de 2006, Reba McEntire firmó un exclusivo contrato con Las Vegas Hilton para un espectáculo llamado REBA: Key to the Heart. Durante más de cinco semanas consecutivas, actuó para sus seguidores por primera vez en su carrera. Se publicaron rumores de que seguiría actuando y firmaría un contrato en exclusividad por dos años con el hotel. 
Barry Manilow actúa en un espectáculo llamado “Manilow: Music and Passion" en el hotel Las Vegas Hilton. Como parte del contrato, Manilow vive en una de las "sky villas" o villas del cielo en español. Estas villas del cielo son tres suites del ático que fueron construidas en 1994 para reemplazar el ático original, la habitación 3000, donde había vivido Elvis Presley durante ocho años. El 27 de marzo de 2006, Barry Manilow anunció que continuaría actuando en su espectáculo de "Manilow: Music and Passion" durante todo el año 2008. En febrero de 2007, el hotel Hilton pintó el mayor mural de Las Vegas en el lugar de Barry Manilow Mural.
En octubre de 2006, se reportó que Las Vegas Hilton podría ser demolido en los siguientes 12-18 meses. La afirmación fue inmediatamente desmentida por el presidente y director, Rudy Prieto.
El hotel Las Vegas Hilton es uno de los pocos hoteles occidentales que no está afectado por la tricaidecafobia (miedo al número 13), pues cuenta con un piso trece.

## Cultura popular

### Televisión
Let's Make a Deal produjo aquí su temporada final entre 1976-77.
La serie de TV The Oak Ridge Boys Live fue filmada en el teatro Starlight Theater.

### Películas
El hotel será siempre recordado como el infame casino "Whyte House" en la película de 1971 Diamonds Are Forever, interpretada por James Bond.
También formó parte de las grabaciones de la película Over the Top, interpretada por Sylvester Stallone justo al final de la película.
Igualmente, apareció en la película Indecent Proposal.
Así mismo, apareció íntegramente, en la película-documental Elvis: That's the way it is de Elvis Presley, en agosto de 1970, así como en la película Elvis de 2022, que explora la vida y la música de Elvis Presley, vistas a través del prisma de la complicada relación que mantuvo con su enigmático representante, el “Coronel” Tom Parker. La historia profundiza en la compleja dinámica entre Presley y Parker, que se extendió durante más de 20 años, desde el ascenso a la fama de Presley hasta la consolidación de su estrellato sin precedentes.

## Galería

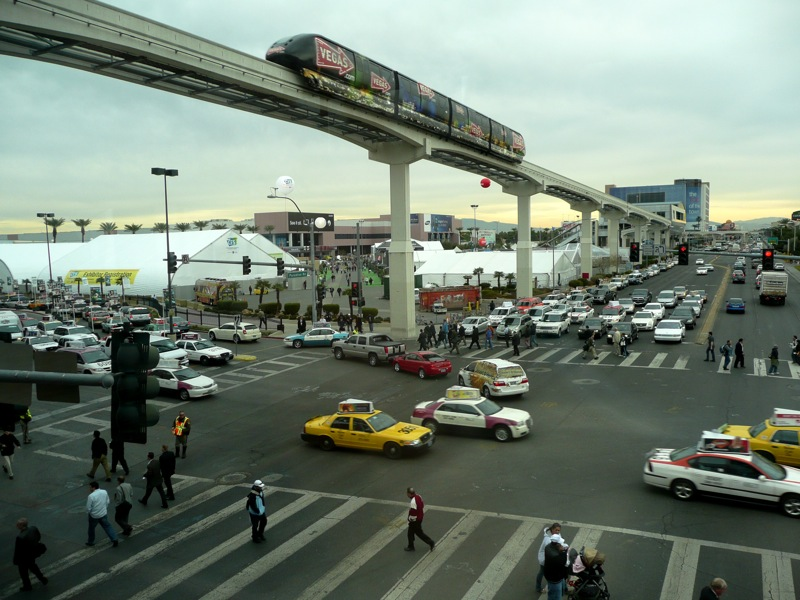
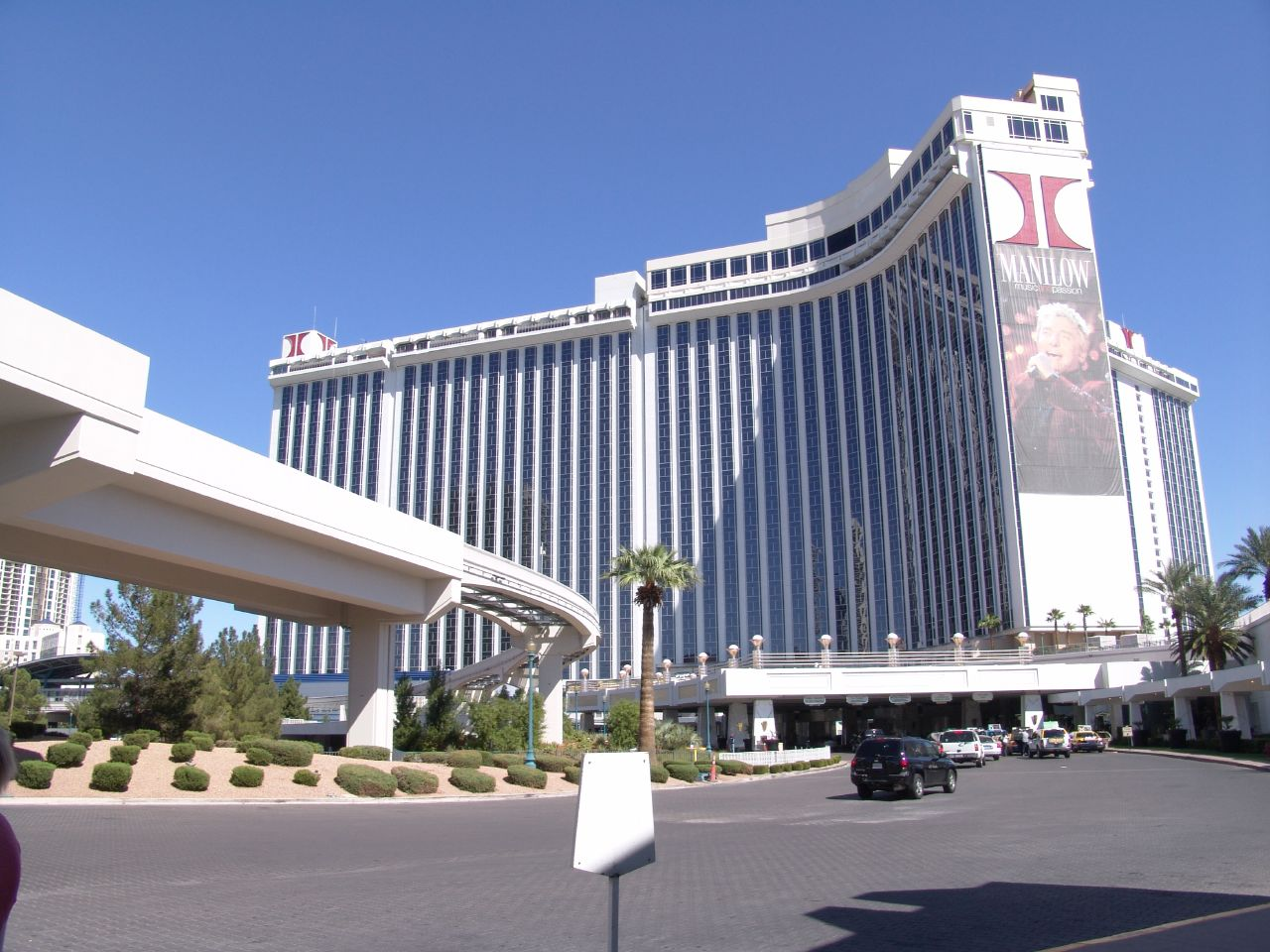